# Amtsbezirk Feldsberg
Der Amtsbezirk Feldsberg war zwischen 1853 und 1867 eine Verwaltungseinheit im Weinviertel in Niederösterreich.
Der Amtsbezirk war der Kreisbehörde in Korneuburg unterstellt und besorgte deren Amtsgeschäfte vor Ort. Die Zuständigkeit erstreckte sich neben Feldsberg auf die damaligen Gemeinden Bernhardsthal, Bischofswarth, Drasenhofen, Falkenstein, Garschönthal, Guttenbrunn, Kleinhadersdorf, Hausbrunn, Herrnbaumgarten, Katzelsdorf, Ketzelsdorf, Altlichtenwarth, Ottenthal, Poysbrunn, Poysdorf, Rabensburg, Reinthal, Schrattenberg, Kleinschweinbarth, Steinebrunn, Stützenhofen, Oberthemenau, Unterthemenau, Walterskirchen, Wetzelsdorf und Wilhelmsdorf.
Der Amtsbezirk umfasste dabei 27 Gemeinden mit 25.322 Einwohnern (lt. Zählung von 1851).